# نووو سلو (لبانه)
نووو سلو (به صربی: Novo Selo) یک منطقهٔ مسکونی در صربستان است که در لبانه واقع شده‌است. نووو سلو ۲۰۷ نفر جمعیت دارد.